# Schafweiden im Unteren Bäratal bei Reichenbach
Die Schafweiden im Unteren Bäratal bei Reichenbach sind ein vom Landratsamt Tuttlingen am 9. September 2019 durch Verordnung ausgewiesenes Landschaftsschutzgebiet auf dem Gebiet der Gemeinde Reichenbach am Heuberg.

## Lage
Das Landschaftsschutzgebiet Schafweiden im Unteren Bäratal bei Reichenbach umfasst im Wesentlichen die Gewanne Aischwang und Bühl nördlich bzw. westlich des Ortes Reichenbach am Heuberg. Das Teilgebiet Aischwang befindet sich am linken, das Teilgebiet Bühl am rechten Hang des Unteren Bäratals. Das Schutzgebiet gehört zum Naturraum Hohe Schwabenalb.

## Landschaftscharakter
das Teilgebiet Bühl liegt an einem nordexponierten Hang mit zahlreichen, beeindruckenden Weidbäumen. Das Teilgebiet Aischwang liegt am gegenüberliegenden Hang und ist nach Süden exponiert. hier befindet sich eine orchideenreiche Wacholderheide, die von naturnahen Hangwäldern umgeben ist.

## Geschichte
Bereits vor der Ausweisung des Schutzgebiets standen beide Landschaftsteile unter Landschaftsschutz. Der Aischwang wurde am 6. April 1938, die „Heckenlandschaft im Gewand Bühl“ am 8. November 1957 unter Schutz gestellt. Diese Verordnungen traten mit der Ausweisung des Landschaftsschutzgebiets „Schafweiden im Unteren Bäratal bei Reichenbach“ außer Kraft.

## Zusammenhängende Schutzgebiete
Das Teilgebiet Bühl liegt im Vogelschutzgebiet Südwestalb und Oberes Donautal. Angrenzend an das Landschaftsschutzgebiet liegt das FFH-Gebiet Großer Heuberg und Donautal. Das gesamte Landschaftsschutzgebiet liegt im Naturpark Obere Donau.